# Blekgumpad bulbyl
Blekgumpad bulbyl (Pycnonotus simplex) är en fågel i familjen bulbyler inom ordningen tättingar.

## Utseende och läte
Blekgumpad bulbyl är en färglös bulbyl med helbrun fjäderdräkt. Ögat kan vara benvitt eller blodrött beroende på utbredningsområde. Den rödögda formen kan vara förvirrande lik rödögd bulbyl, men denna har beigebrun undergump, ej ljust gräddvit. Olikt streckörad bulbyl och olivvingad bulbyl saknar arten streckade örontäckare. Sången är ljus, något haltande och gnisslig, återgiven i engelsk litteratur som "krr-bick-krr-kih-bick!".

## Utbredning och systematik
Vitögd bulbyl delas in i fyra underarter med följande utbredning:
- Pycnonotus simplex simplex – förekommer från Malackahalvön till Sumatra och närliggande öar
- Pycnonotus simplex perplexus – förekommer på Borneo och närliggande öar
- Pycnonotus simplex prillwitzi – förekommer på Java
- Pycnonotus simplex halizonus – förekommer på Anambasöarna och norra Natunaöarna

Efter DNA-studier urskiljs höglänt levande populationen av perplexus på Borneo som en egen art, gräddögd bulbyl (P. pseudosimplex). Studierna visar att denna istället är systerart till gråpannad bulbyl i Filippinerna. Vissa inkluderar perplexus i simplex.

## Status och hot
Arten har ett stort utbredningsområde och en stor population, men tros minska i antal till följd av habitatförlust, dock inte tillräckligt kraftigt för att den ska betraktas som hotad. Internationella naturvårdsunionen IUCN listar därför arten som livskraftig (LC).

## Bilder

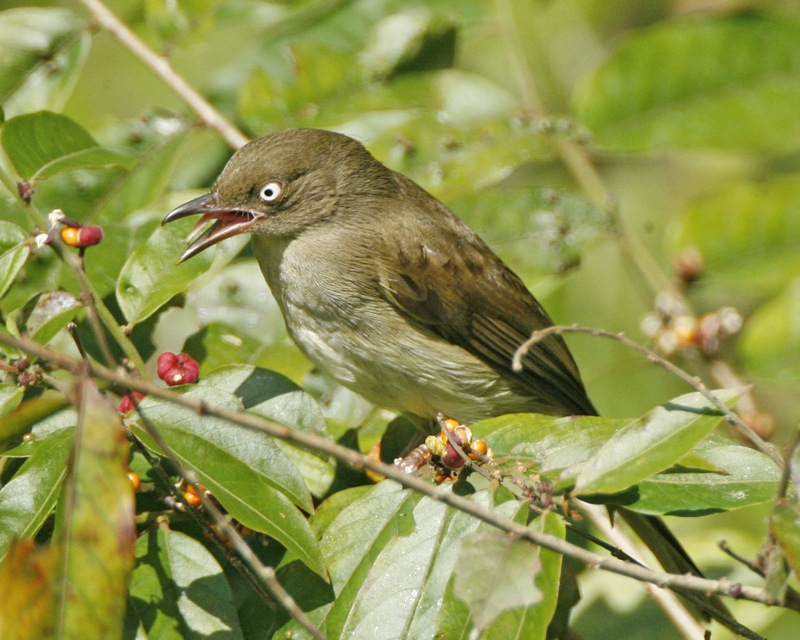
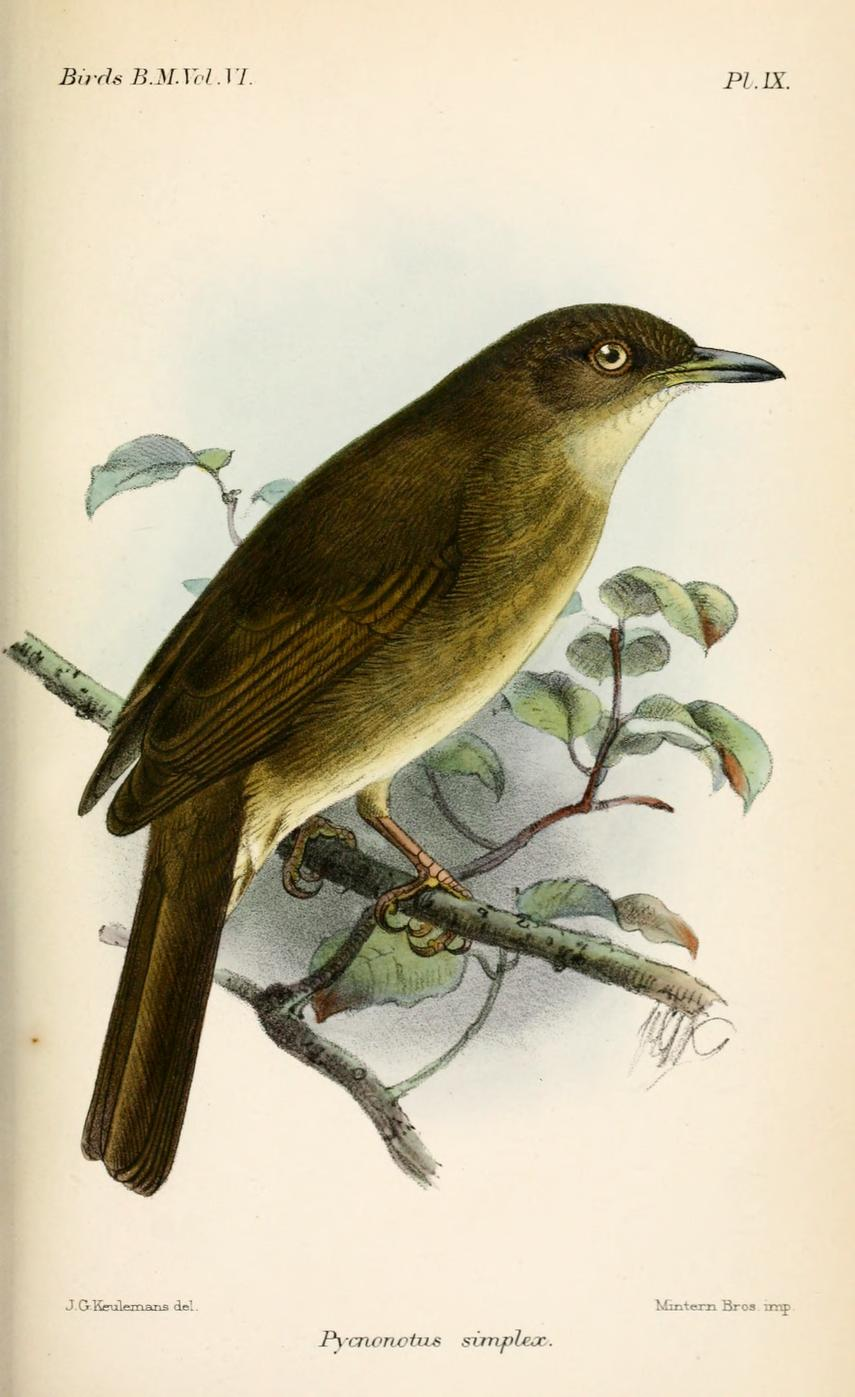